# Internationale Luchthaven Kortrijk-Wevelgem
De Internationale Luchthaven Kortrijk-Wevelgem (IATA: KJK, ICAO: EBKT) is een luchthaven die zich op een tweetal kilometer bevindt van de Belgische stad Kortrijk. De luchthaven ligt in de gemeente Wevelgem en in Bissegem, een deelgemeente van de stad Kortrijk.

## Algemeen
De luchthaven Kortrijk-Wevelgem beschikt over een 2 km lange startbaan, die een brede waaier van vliegtuigen in staat stelt om veilig en comfortabel te landen of op te stijgen. Aan de startbaan grenst een bedrijvenzone, die gedeeltelijk gereserveerd is voor specifieke luchthavenactiviteiten. De ondernemingen die zich in deze zone vestigen, hebben onder bepaalde voorwaarden rechtstreeks toegang tot de startbaan.
De verharde startbaan 1900 × 45 met een draagkracht van 60 ton totaalgewicht (belastingsproeven wijzen uit tot 120 ton) maakt het verkeer van zware vliegtuigen mogelijk. Een klein deel van het vliegveld werd door de aanleg van de grote ring rond Kortrijk van de rest afgesneden. Op de smalle strook grond, gelegen tussen verharde startbaan en het talud van de Ringlaan werd om veiligheidsredenen een afremmingssysteem aangebracht, dat bestaat uit een dikke laag keien. De bedoeling ervan is te voorkomen dat vliegtuigen met remproblemen tijdens de landing op piste 06 op de ingegraven Ringlaan zouden terechtkomen. In de laag keien verzinken de wielen van het landingsgestel. De keien remmen op die manier het vliegtuig af.

## Geschiedenis

### Ontstaan en eerste decennia
In 1916 werd er door het Duitse leger een vliegveld aangelegd op de rand van het grondgebied van Bissegem. Bij het bepalen van de locatie speelden de nabijheid van de Leie en de spoorweg de grootste rol. Na enige tijd werd dit terrein uitgebreid in de richting van de aangrenzende gemeente Wevelgem. Op die manier omvatte het toenmalige vliegveld een oppervlakte van 29 ha. In 1921 werd er onder de liberale minister Albert Devéze 63ha 43a 84ca grond gereserveerd bedoeld voor de uitbreiding van het vliegveld. Ten zuiden van de weg Kortrijk-Menen werd er ook 5ha 21a gereserveerd voor de oprichting van kazernes. Drie jaar later, in 1924, wordt het vliegveld in gebruik genomen door de vliegschool van As (Limburg). Op het einde van Tweede Wereldoorlog wordt Wevelgem in 1944 heroverd door de geallieerden en wordt het vliegveld in gebruik genomen door de Engelse luchtmacht.
Na de oorlog komt het vliegveld in 1946 weer in handen van het Belgische vliegwezen. Het wordt een vliegtuigenpark voor het opbergen, monteren en invliegen van vliegtuigen. In 1958 wordt het vliegtuigenpark opgedoekt. Wevelgem wordt ‘Depot nr. 6’ en de eerste burgers worden tewerkgesteld. Dit depot wordt in 1962 ontbonden.
De voornaamste vliegactiviteit is afkomstig van de ‘Golden River Aviation Club’. Deze vliegclub kreeg toelating om er de vliegsport te beoefenen met motorvliegtuigen. Daarnaast maken ‘De Belgische Modelluchtvaart Federatie’ en de ‘Zoute Aviation Club’, een club die de zweefsport beoefent, gebruik van het vliegveld. In 1963 wordt het vliegveld verdeeld in drie zones.
1. De eerste zone omvat de middenstrook van het vliegveld met de startbaan en de controletoren. Deze zone wordt opengesteld voor burgerlijk en militair gebruik.
2. De tweede zone omvat 20 ha langsheen de spoorweg en een strook van 7 ha langs de baan Kortrijk-Menen. Deze gronden worden via het ministerie van Financiën (Registratie en Domeinen) ter beschikking van de Intercommunale Leiedal gesteld om er een gepaste bestemming aan te geven.
3. De derde zone omvatte de grote loodsen langs de baan Kortrijk-Menen en de kazernes. In het kader van de NAVO werden ze door het Duitse leger in huur genomen als militair depot. Leiedal zou de helft van de kosten op zich nemen voor het onderhoud van de startbaan en de omliggende gronden. De lengte van de startbaan bedroeg 1912m en bleef op deze lengte behouden.

### Burgerlijke luchtvaart na de Tweede Wereldoorlog
In 1969 wordt het militaire domein overgedragen, deels aan het provinciebestuur, deels aan de Zuid-West-Vlaamse intercommunale Leiedal. Uiteindelijk werden het beheer en de exploitatie overgedragen aan een exploitatiemaatschappij. Dit werd een gemengde intercommunale waarin zowel provincie, Leiedal als de gemeentebesturen en de privésectoren betrokken waren (WIV). De intercommunale kocht de startbaan, de wegen en een deel van de gebouwen voor 90 miljoen frank. Leiedal kocht de rest voor 130 miljoen. De oppervlakte die Leiedal in eigendom kreeg was als industriezone bestemd voor bedrijven die rechtstreeks in verband stonden met constructie, onderhoud of reparatie van vliegtuigen. Ook onderdelen en goederentransport per vliegtuig kwamen hiervoor in aanmerking.
Aldus werd het militair domein te Wevelgem en Bissegem burgerlijk vliegveld en industriezone. Het was de bedoeling het vliegveld te behouden en verder als particulier burgerlijk vliegveld uit te bouwen, zowel voor zakenvluchten, goederentransport, sport als voor toerisme.

#### Uitbreiding en modernisering luchthaven
In 1970 begint de West-Vlaamse Intercommunale Airport Wevelgem-Bissegem met de uitbating van de luchthaven. In de loop van 1972 was reeds een werkelijke en duidelijke toename van het aantal vliegbewegingen. Deze waren voornamelijk toe te schrijven aan de twee vliegclubs, de Z.A.C. en de K.F.C. Beide clubs deden aan scholing op motor- en zweefvliegtuigen. Ook de toestellen van privé-eigenaars voor binnen- en buitenlandse vluchten kwamen aan bod voor zakenvluchten, zowel met privé- als taxivliegtuigen. In 1972 wordt een startbaanverlichting aangebracht. De kerktoren van Wevelgem en Bissegem worden uitgerust met een rood obstructielicht. In 1973 wordt een concessie-overeenkomst afgesloten met de provincie West-Vlaanderen waarbij het beheer en de uitbating van het vliegveld toevertrouwd wordt aan het WIV voor een termijn van 30 jaar.De eerste chartervluchten voor personen en de eerste vrachtvluchten worden geboekt. In de loop van het jaar nemen de vliegtuigbewegingen met 50 procent toe.

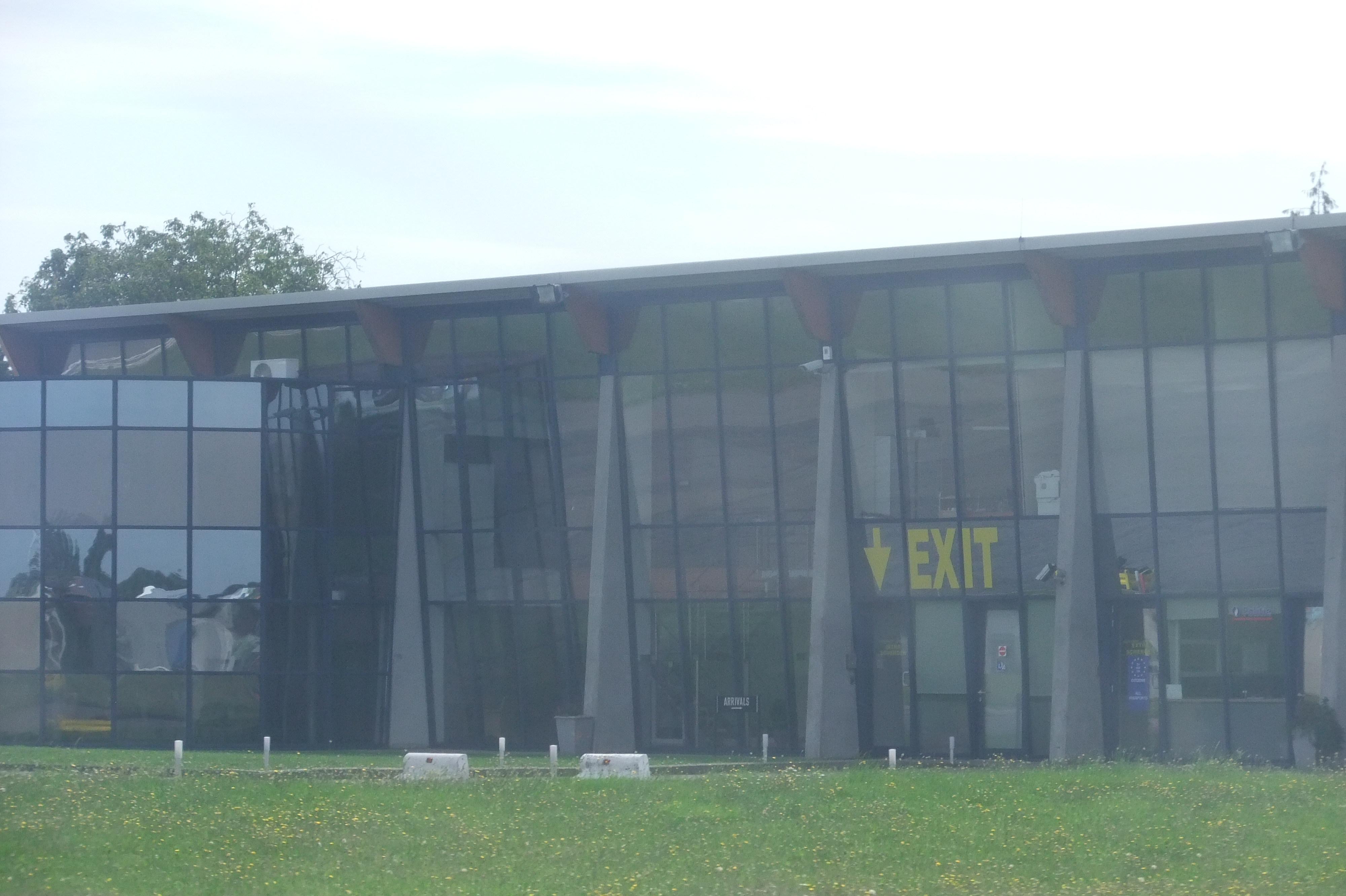
De passagiersterminal van de luchthaven

Aangezien er autosnelwegen (R8, A17/E403) worden aangelegd in de onmiddellijke omgeving van de luchthaven wordt in 1977 een tunnel voor de E403 ingehuldigd onder de luchthaven. De tunnel is berekend voor landingen van vliegtuigen tot 120 ton. Er wordt toelating verleend voor het inrichten van nachtvluchten tussen 7.00 en 23.00 uur. De startbaan wordt in 1978 qua verlichtingsapparatuur uitgerust met een AVASIS-installatie (Visual Approach Slope Indicator) en in 1979 met een ODALS-systeem (Omni Directional Approach Lighting System). Dit is een moderne, op hoge intensiteit flitsende naderingsverlichting, die de piloot in staat stelt, zelfs bij slechte zichtbaarheid, hem bij de aanvang van de landingsbaan te leiden. In 1991 wordt het ILS- (Instrument Landing System) en DME-systeem (Distance Measuring Equipment) geïnstalleerd.
In 1981 vonden er 210 000 vliegtuigbewegingen (landingen en opstijgingen) plaats van lokale aard, 35 000 van binnenlandse en 16 500 van buitenlandse aard. Op het vliegveld was er nog 21 ha beschikbaar voor bedrijven. De betrachting om chartervluchten met de Boeing 737 te organiseren werd door hogerhand belemmerd. In 1985 overlijdt de vliegveldoverste Roland Desender. Hij werd opgevolgd door zijn adjunct G. Heyman, eveneens iemand met een militaire opleiding. In 1986 wordt toelating verleend om heel de nacht open te staan ten bate van commerciële nachtvluchten, zodat de luchthaven 24 uur op 24 uur beschikbaar kan zijn. In 1989 wordt het weerstation 416 van het KMI afgeschaft.

#### Een nieuw luchthavengebouw
In het kader van de eisen die gesteld worden aan luchthavens binnen de Schengenlanden, wordt in 1994 een nieuw luchthavengebouw ingehuldigd. Na zowat een halve eeuw, worden in 1999 de zweefactiviteiten stopgezet. In datzelfde jaar verlengen de aangesloten gemeenten voor 20 jaar hun lidmaatschap van de gemengde intercommunale WIVWB.

### Evolutie in de 21ste eeuw

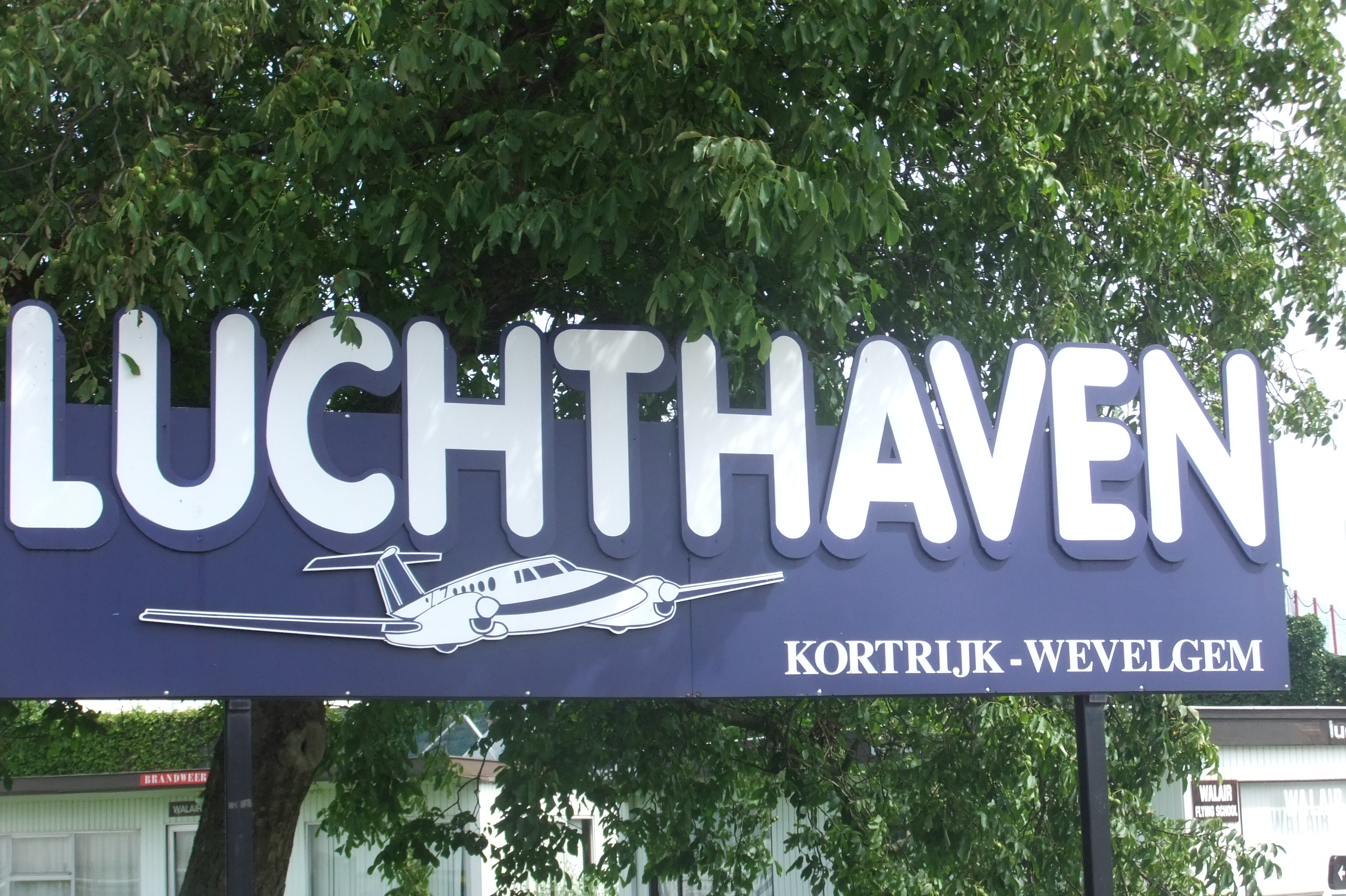
Toegangsbord naar de Luchthaven

In 2000 werd een nieuwe milieuvergunning afgeleverd door de provincie West-Vlaanderen. Deze vergunning wordt op basis van het openbaar onderzoek aangepast door de Vlaamse overheid. Door de intercommunale wordt beroep aangetekend bij de raad van state. Het WIV beslist ook definitief om het zweefvliegen te bannen van het vliegveld. De provincie West-Vlaanderen geeft in september 2000 de opdracht aan de GOM West-Vlaanderen om een studie uit te werken betreffende: "Studie inzake de regionale luchthavens in West-Vlaanderen". In het kader van het speerpunt "Ondernemen. Het zit in ons." lanceerde de Provincie West-Vlaanderen in 2004 een campagne rond de goed uitgebouwde en vlot bereikbare economische infrastructuur in de regio, meer bepaald de aanwezigheid van twee luchthavens en twee zeehavens. De campagne kreeg als titel "West-Poort, Europees kruispunt van economische groei en tewerkstelling" en overkoepelde twee dynamische luchthavens (Oostende-Brugge en Kortrijk-Wevelgem) en twee exportgerichte zeehavens (Oostende en Brugge-Zeebrugge). In 2005 werd West-Poort uitgebreid en werden drie nieuwe partners verwelkomd, met name Transportcentrum LAR Kortrijk-Menen, River Terminal Wielsbeke en Avelgem Container Terminal (AVCT).
In 2004 dient de luchthaven een vaste brandweerploeg te installeren opdat het vliegveld de erkenning als internationaal luchtvaartterrein niet zou verliezen. Een vaste brandweerploeg (14 brandweerlui + 1 overste) is sinds de aanslagen van 11 september 2001 immers op ieder vliegveld verplicht.
Doordat eind 2016 de navigatieapparatuur om technische redenen afgekeurd werd en het personeel van de controletoren niet over de nodige kwalificaties beschikt, sloot het Directoraat-Generaal Luchtvaart het vliegveld af voor vluchten op instrumenten (IFR). Alleen VFR-vluchten werden nog toegestaan. Hier kwam verandering in toen op 9 november 2017 er een AFIS-dienst (Aerodrome Flight Information Service - vluchtinformatie in de nabijheid van luchthavens) werd ingesteld, bemand door personeel van skeyes (het toenmalige Belgocontrol). Hierdoor werd IFR-verkeer terug mogelijk, echter enkel op baan 24. Sinds oktober 2020 zijn ook instrumentprocedures gepubliceerd voor vertrekken en aankomsten op baan 06.

## Bereikbaarheid
De luchthaven is met de auto gemakkelijk te bereiken via de grote ring rond Kortrijk, de R8 en de autosnelwegen E17, E403 en A19.
Met het openbaar vervoer is de luchthaven te bereiken via het station van Kortrijk en dat van Wevelgem, vanwaar een lijnbus kan genomen worden naar de luchthaven.

## Heden

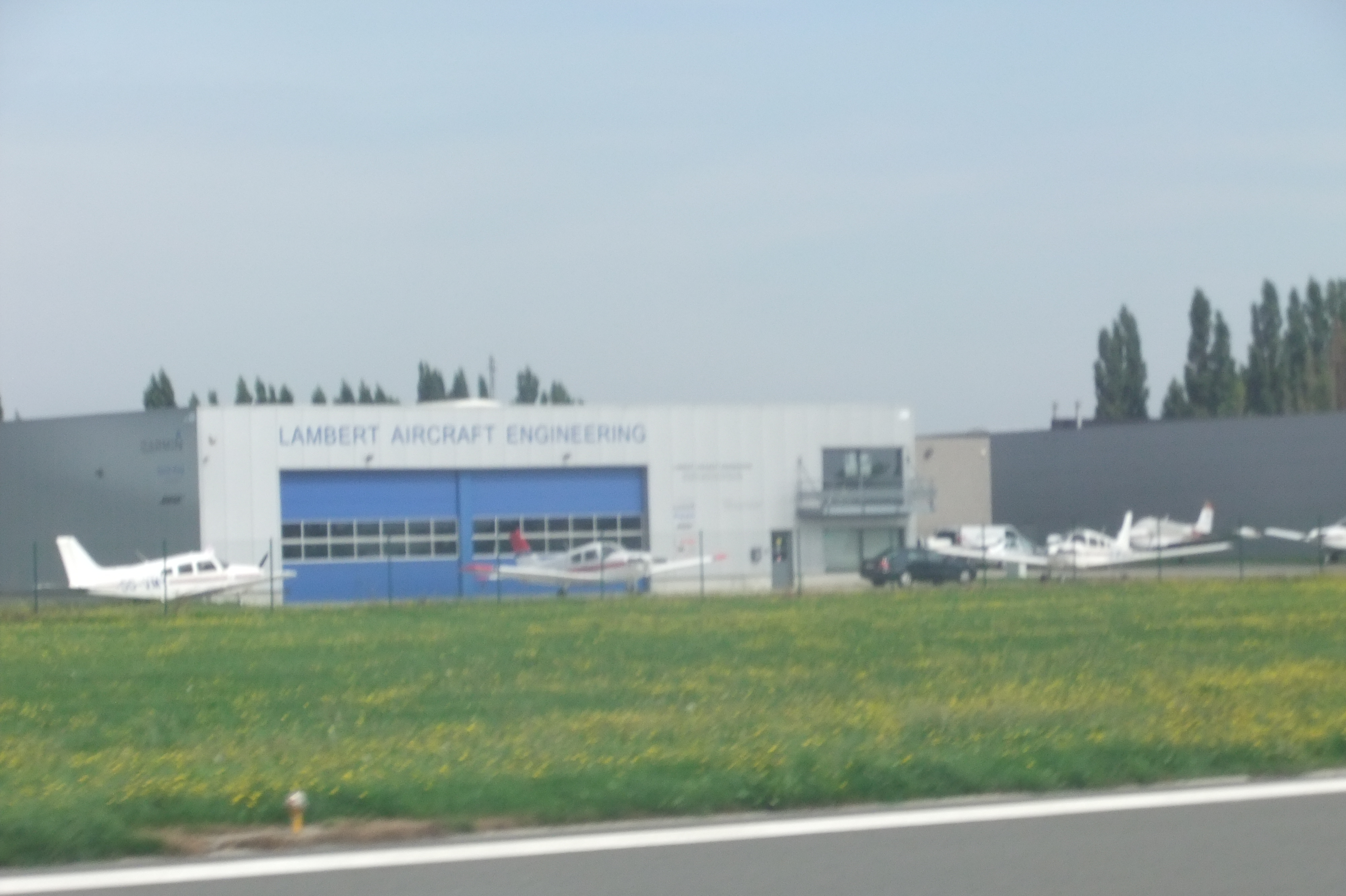
Luchtvaartgebonden bedrijven nabij de luchthaven.

- De luchthaven is geëvolueerd naar een polyvalente luchthaven, deels gebruikt als zakenluchthaven (11%), deels als helikopterbasis (25%), maar voornamelijk als vrijetijds- en sportvliegveld. De luchtvaartmaatschappij Abelag heeft er een vestiging.[1] Verder zijn er ook vliegclubs en een vliegschool actief en is er ook het Flanders Aviation Society-luchtvaartmuseum.
- Het belangrijkste segment is dat van de helikopters (8036 bewegingen in 2017). Elke dag doen enkele businessjets de luchthaven aan. Gemiddeld maken per dag 10 zakenmensen gebruik van deze faciliteiten. Enkele jaren geleden werd er een verbod opgelegd voor zweefvliegtuigen. De directe aanleiding was een ongeval met een zweefvliegtuig, indirect kan men stellen dat dit proces reeds jaren aan de gang was doordat men deze luchthaven aan het uitbouwen was als zakenluchthaven, ten koste van de zweefvliegtuigen.
- De internationale luchthaven vervult ook een humanitaire rol. Zo worden er af en toe zwaar gekwetsten of ernstig zieke personen met speciale ambulancevliegtuigen overgebracht via Kortrijk Airport. Per jaar worden circa 35 medische vluchten uitgevoerd (2017) zoals het urgente transport van artsen, medisch materiaal en het occassioneel transport van een donororgaan voor transplantatie.[bron?]
- Een poging om de uitbating van de luchthaven te privatiseren is in de loop van 2013 mislukt toen de enige kandidaat-overnemer, het Franse Egis Projects, onverwacht verstek liet gaan. De oplossing om de noodzakelijke modernisering financieel te kunnen realiseren, werd gevonden in het oprichten van een NV met drie overheidsaandeelhouders waar de POM (Provinciale ontwikkelingsmaatschappij) 57%, de Vlaamse Overheid 33% en de Intercommunale Leiedal 10% voor hun rekening nemen.

## Maatschappijen en bestemmingen
| Luchtvaartmaatschappij                     | Bestemmingen                      |
| ------------------------------------------ | --------------------------------- |
| ExecuJet MRO Services (a Dassault company) | Vliegtuigonderhoud                |
| Abelag                                     | Chartervluchten                   |
| Gill Aviation bvba                         | vliegtuigonderhoud                |
| Ghent Aviation                             | Vliegschool                       |
| ASL                                        | Chartervluchten                   |
| Flyinggroup                                | Chartervluchten                   |
| Skylifeguard                               | Medische en repatriëringsvluchten |
| Propeller                                  | Luchtdopen                        |
| Walair                                     | Vliegschool                       |